# Bregenzer Ache

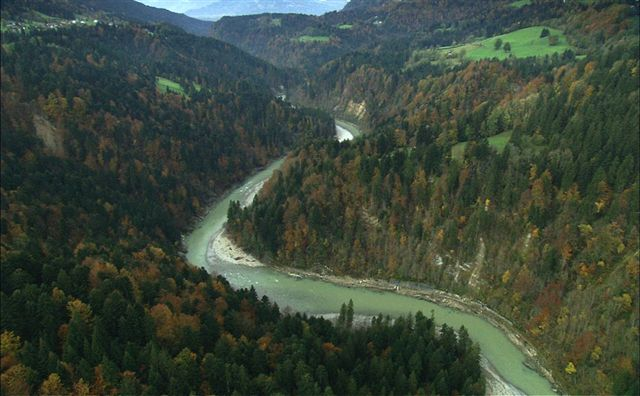
Bregenzer Ache

De Bregenzer Ache (ook Bregenzer Ach of Bregenzerach) is een 67 kilometer lange rivier in de Oostenrijkse staat Vorarlberg die uitmondt in het Bodenmeer. De rivier stroomt bijna door 830 km² van het gehele Bregenzerwaldgebied en is de belangrijkste rivier in het noordelijke deel van de federale staat.

## Geografie

### Verloop van de rivier
De Bregenzer Ache ontspringt aan de oostflank van de Mohnenfluh, boven Schröcken in het Lechbrongebergte op 2.400 meter hoogte. De rivier stroomt met haar zijrivieren door het noordelijke deel van het Lechbrongebergte, het westelijke deel van de Allgäuer Alpen, evenals grote delen van het Bregenzerwald in het noordwesten. Bijna alle dorpen en gemeenten van het Bregenzerwald bevinden zich in het dal van de Bregenzer Ach, of in de vallei van een van haar zijrivieren. Na ongeveer 80 kilometer mondt de Bregenzer Ache uit in het Bodenmeer, tussen de hoofdstad Bregenz en de marktstad Hard.

### Zijrivieren
Van de talrijke zijrivieren van Bregenzer Ache zijn de Rotach en Weissach (met Bolgenach) evenals de Subersach in de middenloop de belangrijkste. Ze zijn ook de meest prominente valleien van het zogenaamde randbos, die bepalend zijn voor de vestiging.

## Toerisme

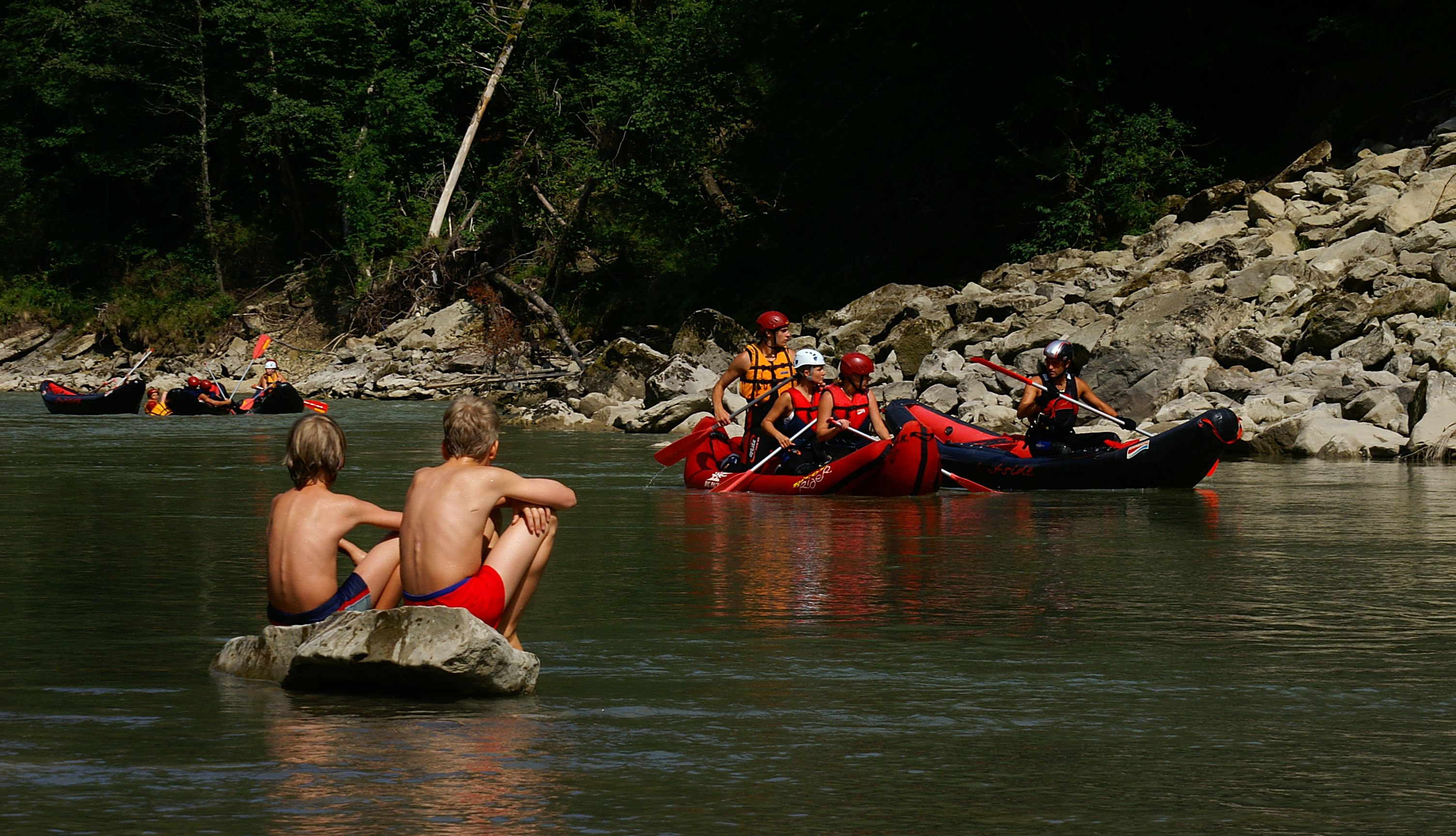
Kajakken Bregenzer Ache

### Sport
Doordat het gebied goed geschikt is voor wildwatersporten, kent het het hele jaar door een grote toeristische belangstelling. De bovenstroom leent zich perfect voor outdoorsporten als wildwaterkajakken en andere extreme sports. Het belangrijkste sportevent is de 'Outdoor Trophy', een extreme sports competitie met disciplines variërend van hardlopen in de bergen, wildwaterkajakken paragliding en mountainbiken.